# Ercole Sfondrati, I duca di Montemarciano
Ercole Sfondrati, I duca di Montemarciano, detto anche Ercole I (Milano, 1559 – Bellagio, 1637), è stato un militare e nobile italiano.

## Biografia
Nato a Milano nel 1559, Ercole Sfondrati era figlio di Paolo, conte della Riviera, e di sua moglie Sigismonda d'Este, figlia di Sigismondo II d'Este, del ramo cadetto degli Este di San Martino e di Giustina Trivulzio, dei duchi di Boiano.
Lo zio di Ercole era papa Gregorio XIV, mentre suo fratello maggiore, Paolo Emilio Sfondrati, fu cardinale. Durante i suoi primi anni della giovinezza, decise di intraprendere la carriera militare al servizio della monarchia spagnola nei Paesi Bassi, servizio che gli fruttò i titoli di comendador di Guadalcanal e cavaliere dell'Ordine di Santiago.
All'indomani della salita al soglio pontificio dello zio, Ercole venne creato Duca di Montemarciano, nelle Marche, divenendo da subito uno dei comandanti più influenti delle truppe pontificie.
Tra il 1590 ed il 1591 fu governatore di Borgo ed Ancona.
Nel 1591, come Capitano generale della Chiesa, prese parte alla spedizione in Francia in aiuto alla Lega Cattolica, ponendosi alla testa di un contingente contenente numerose truppe mercenarie svizzere contro gli ugonotti di Enrico di Borbone. 
In Valassina, territorio di cui era signore, Ercole Sfondrati fu costretto per due volte a ricorrere alle armi per scacciare una banda di malviventi provenienti dalla Val Cavargna, i quali si erano già resi protagonisti di razzie in Tremezzina e a Bellagio.
Ercole continuò a servire nell'esercito pontificio anche sotto i pontificati di Innocenzo IX e Clemente VIII; trascorse la sua vita alternando i soggiorni a Roma, con quelli nella sua prestigiosa villa sul Lago di Como (la villa Sfondrati a Bellagio) dove infine raccolse la sua preziosa galleria di dipinti.
Morì a Bellagio nel 1637.

## Matrimonio e discendenza
Il 13 aprile 1591 Ercole sposò la principessa Lucrezia Cybo (1565 - 1607), figlia di Alberico I Cybo-Malaspina e Isabella di Capua, da cui ebbe:
- Paolo (1593 - ?), rinunciò alla successione e si fece monaco cappuccino con il nome di Gregorio;
- Francesco (1600 - ?), a causa della sua condotta ribelle fu costretto nel 1626 a farsi sacerdote (don Placido) e a rinunciare alla successione;
- Lucrezia Maria, monaca nell'ordine delle Suore angeliche di San Paolo a Milano;
- Cecilia Maria, monaca nell'ordine delle Suore angeliche di San Paolo a Milano;
- Paola Antonia, monaca nell'ordine delle Suore angeliche di San Paolo a Milano;
- Sigismonda Maria, monaca nell'ordine delle Suore angeliche di San Paolo a Milano;
- altre quattro figlie, monache in Firenze
- Valeriano (29 aprile 1605 - 20 settembre 1645), che gli succedette e proseguì la casata.

## Albero genealogico
|                                                 |                                        |                                                      | Genitori                                      |  |  | Nonni |  |  | Bisnonni                    |  |  | Trisnonni           |  |
|                                                 |                                        |                                                      |                                               |  |  |       |  |  | Giovanni Battista Sfondrati |  |  | Francesco Sfondrati |  |
|                                                 |                                        |                                                      |                                               |  |  |       |  |  | Giovanni Battista Sfondrati |  |  | Francesco Sfondrati |  |
|                                                 |                                        | Lavinia Parravicini                                  |                                               |  |  |       |  |  | Giovanni Battista Sfondrati |  |  |                     |  |
| Francesco Sfondrati, I conte della Riviera      |                                        |                                                      |                                               |  |  |       |  |  | Giovanni Battista Sfondrati |  |  |                     |  |
|                                                 |                                        | Margherita Omodei                                    | Signorolo II Omodei                           |  |  |       |  |  |                             |  |  |                     |  |
|                                                 |                                        | Margherita Omodei                                    | Signorolo II Omodei                           |  |  |       |  |  |                             |  |  |                     |  |
|                                                 |                                        | Margherita Omodei                                    | Lucia Trivulzio                               |  |  |       |  |  |                             |  |  |                     |  |
| Paolo Sfondrati, II conte della Riviera         |                                        | Margherita Omodei                                    |                                               |  |  |       |  |  |                             |  |  |                     |  |
|                                                 |                                        | Antonio Visconti, I conte di Lonate Pozzolo          | Guido Visconti                                |  |  |       |  |  |                             |  |  |                     |  |
|                                                 |                                        | Antonio Visconti, I conte di Lonate Pozzolo          | Guido Visconti                                |  |  |       |  |  |                             |  |  |                     |  |
|                                                 |                                        | Antonio Visconti, I conte di Lonate Pozzolo          | Leta Manfredi                                 |  |  |       |  |  |                             |  |  |                     |  |
| Anna Visconti                                   |                                        | Antonio Visconti, I conte di Lonate Pozzolo          |                                               |  |  |       |  |  |                             |  |  |                     |  |
|                                                 |                                        | Maddalena Trivulzio                                  | Gianfermo Trivulzio, signore di Ferraria      |  |  |       |  |  |                             |  |  |                     |  |
|                                                 |                                        | Maddalena Trivulzio                                  | Gianfermo Trivulzio, signore di Ferraria      |  |  |       |  |  |                             |  |  |                     |  |
|                                                 |                                        | Maddalena Trivulzio                                  | Margherita Valperga                           |  |  |       |  |  |                             |  |  |                     |  |
| Ercole Sfondrati, I duca di Montemarciano       |                                        | Maddalena Trivulzio                                  |                                               |  |  |       |  |  |                             |  |  |                     |  |
|                                                 | Ercole I d'Este, I conte di Corteolona | Sigismondo I d'Este, I signore di San Martino in Rio |                                               |  |  |       |  |  |                             |  |  |                     |  |
|                                                 | Ercole I d'Este, I conte di Corteolona | Sigismondo I d'Este, I signore di San Martino in Rio |                                               |  |  |       |  |  |                             |  |  |                     |  |
|                                                 | Ercole I d'Este, I conte di Corteolona | Cecilia Rachesi                                      |                                               |  |  |       |  |  |                             |  |  |                     |  |
| Sigismondo II d'Este, I marchese di Borgomanero | Ercole I d'Este, I conte di Corteolona |                                                      |                                               |  |  |       |  |  |                             |  |  |                     |  |
|                                                 |                                        | Angela Sforza                                        | Carlo Sforza, conte di Magenta                |  |  |       |  |  |                             |  |  |                     |  |
|                                                 |                                        | Angela Sforza                                        | Carlo Sforza, conte di Magenta                |  |  |       |  |  |                             |  |  |                     |  |
|                                                 |                                        | Angela Sforza                                        | Bianca Simonetta                              |  |  |       |  |  |                             |  |  |                     |  |
| Sigismonda d'Este                               |                                        | Angela Sforza                                        |                                               |  |  |       |  |  |                             |  |  |                     |  |
|                                                 |                                        | Paolo Camillo Trivulzio, I duca di Boiano            | Giovanni Trivulzio, consignore di Borgomanero |  |  |       |  |  |                             |  |  |                     |  |
|                                                 |                                        | Paolo Camillo Trivulzio, I duca di Boiano            | Giovanni Trivulzio, consignore di Borgomanero |  |  |       |  |  |                             |  |  |                     |  |
|                                                 |                                        | Paolo Camillo Trivulzio, I duca di Boiano            | Angiola Martinengo                            |  |  |       |  |  |                             |  |  |                     |  |
| Giustina Trivulzio                              |                                        | Paolo Camillo Trivulzio, I duca di Boiano            |                                               |  |  |       |  |  |                             |  |  |                     |  |
|                                                 |                                        | Barbara Stanga                                       | Marchesino Stanga, marchese di Castelnuovo    |  |  |       |  |  |                             |  |  |                     |  |
|                                                 |                                        | Barbara Stanga                                       | Marchesino Stanga, marchese di Castelnuovo    |  |  |       |  |  |                             |  |  |                     |  |
|                                                 |                                        | Barbara Stanga                                       | …                                             |  |  |       |  |  |                             |  |  |                     |  |
|                                                 |                                        | Barbara Stanga                                       |                                               |  |  |       |  |  |                             |  |  |                     |  |